# Exoprosopa khuzistanica
Exoprosopa khuzistanica är en tvåvingeart som beskrevs av Lindner 1979. Exoprosopa khuzistanica ingår i släktet Exoprosopa och familjen svävflugor.
Artens utbredningsområde är Iran. Inga underarter finns listade i Catalogue of Life.